# Muhammad ibn Abd al-Wahhab
Muhammad ibn Abd al-Wahhab (arapski; محمد بن عبد الوهاب‎; 1703. – 22. lipnja 1792.), saudijski teolog i reformator, osnivač vahabizma.

## Životopis
Muhammad ibn Abd al-Wahhab je rođen u Nadždu u središtu Arapskog poluotoka, 1703. godine, u obitelji kadija. Abd al-Wahhabova rana naobrazba predstavljala učenje osnovnog standardnog kurikuluma izvorne jurisprudencije prema hanbelijskoj pravnoj školi, koja je bila najzastupljenija pravna škola islama u njegovom mjestu rođenja. Usprkos prvobitnoj rudimentarnoj edukaciji u klasičnoj sunitskoj islamskoj tradiciji Abd al-Wahhab je postepeno postao protivnik većine sunitskih praksi poput posjećivanja i veneracije grobnica velikana islama, što je smatrao heretičkim religijskim inovacijama ili čak idolatrijom. Iako su njegova učenja bila odbačena i suprotstavljena većini najznačajnijih sunitskih učenjaka tog vremena, uključujući njegovog oca i brata,  
Abd al-Wahhab sklopio je religijsko-politički pakt s Muhammad ibn Saudom kako bi mu pomogao da osnuje kraljevinu, prvu saudijsku državu, te je počeo s dinastičkim savezništvom i dijeljenjem moći u dogovoru s njihovim obiteljima, što se nastavilo do dana-današnjeg u Kraljevini Saudijskoj Arabiji. Al ash-Sheikh, saudijska vladajuća religijska obitelj, predstavlja potomke Muhammad ibn Abd al-Wahhab, a također su kroz povijest predvodili ulemu u Saudijskoj kraljevini, dominirajući državnim klerikalnim institucijama.
Na Muhammad ibn Abd al-Wahhaba su utjecali Ahmed ibn Hanbel, Ibn Taymiyyah, Muhammad Hayyat ibn Ibrahim al-Sindhi, Ibn Qayyim al-Jawziyya, dok je on je utjecao na Muhammada ibn Sauda i dinastiju Saud, Abd al-Aziz ibn Baz, Muhammad Nasiruddin al-Albani, Abdur Rahman As-Sudais.
Umro je 22. lipnja 1792. godine. Ne postoji nijedna fotografija Muhammad ibn Abd al-Wahhaba, jer je strogo odbacivao svaki svoj portret. 

## Radovi
- Risālah Aslu Dīn Al-Islām wa Qā'idatuhu
- Kitab al-Quran (Allahova knjiga)
- Kitab at-Tawhid (Knjiga o Jednoći Boga)
- Kashf ush-Shubuhaat (Pojašnjenje dvoumica)
- Al-Usool-uth-Thalaatha (Tri temeljna principa)
- Al Qawaaid Al 'Arbaa (Četiri osnove)
- Al-Usool us Sittah (Šest temeljnih principa)
- Nawaaqid al Islaam (Nulifikatori islama)
- Adab al-Mashy Ila as-Salaa (Načini odlaska na namaz)
- Usul al-Iman (Osnove vjere)
- Fada'il al-Islam (Izuzetna svojstva islama)
- Fada'il al-Qur'an (Izuzetna svojstva Kurana)
- Majmu'a al-Hadith 'Ala Abwab al-Fiqh (Sažet pregled hadisa o glavnim temama fikha)
- Mukhtasar al-Iman (Sažetak vjere; tj. sumarna verzija rada o vjeri)
- Mukhtasar al-Insaf wa'l-Sharh al-Kabir (Sažetak jednakosti i Veliko objašnjenje)
- Mukhtasar Seerat ar-Rasul (Sumarna biografija Poslanika)
- Kitaabu l-Kabaair (Knjiga velikih grijeha)
- Kitabu l-Imaan (Knjiga vjerovanja)
- Al-Radd 'ala al-Rafida (Pobijanje odbacivača)

## Vanjske poveznice
- Muhammad ibn Abd al-Wahhab  Arhivirana inačica izvorne stranice od 12. kolovoza 2020. (Wayback Machine)